# Małe Czyste
Małe Czyste (niem. Klein Czyste) – wieś w Polsce położona w województwie kujawsko-pomorskim, w powiecie chełmińskim, w gminie Stolno.

## Podział administracyjny
W latach 1954–1959 wieś należała i była siedzibą władz gromady Małe Czyste, po jej zniesieniu w gromadzie Stolno. W latach 1975–1998 miejscowość administracyjnie należała do województwa toruńskiego.

## Demografia
Według Narodowego Spisu Powszechnego (III 2011 r.) wieś liczyła 541 mieszkańców. Jest czwartą co do wielkości miejscowością gminy Stolno.

## II wojna światowa
Jesienią 1939 r. (od września do listopada) zamordowano tu kilkuset mieszkańców ziemi chełmińskiej. Była to seria zbiorowych egzekucji przeprowadzonych przez członków niemieckiego Selbstschutzu w nieczynnej kopalni piasku w pobliżu wsi Małe Czyste.

## Zabytki
Według rejestru zabytków NID na listę zabytków wpisane są fortyfikacje w zespole twierdzy Chełmno z lat 1903-14, nr rej.: A/1511/ z 14.02.1980:
- fort III, 1903-1914
- fort IV, 1903-14
- schron piechoty UR-2, ok. 1904
- schron piechoty UR-3, ok. 1910
- schron piechoty IR-3, ok. 1914
- schron piechoty IR-4, przed 1914
- schron amunicyjny M-5, po 1914
- schron amunicyjny M-6, po 1914
- schron amunicyjny M-7, przed 1910
- schron amunicyjny M-8, po 1914
- bateria I, przed 1910.